# Sant Ponç de Candell
Sant Ponç de Candell (Saint-Pons en francès) és l'antiga església sufragània romànica del poble de Candell, al terme municipal de Queixàs, al Rosselló.
Està situada uns 300 metres al sud-est del poble de Candell, en el vessant nord-oest del Puig de Mila, a la mateixa alçada que el poble.

## Història
Construïda al segle xiii, és esmentada en documentació del 1268. Era església sufragània de la parròquia de Casafabre.

## L'església
L'edifici, amb embigat de fusta, és de nau única a què posteriorment s'afegí un llarg absis. El portal d'entrada éstà rematat per un arc de mig punt, de pedres grises perfectament aparellades. Per dessobre el mur occidental es dreça el campanar d'espadanya. Segons algunes fonts  a Candell s'hi ha mantingut una antiga tradició, la de la unció de les orelles: l'acte anual, executat per un capellà, tenia el propòsit d'ajudar a millor escoltar Déu, però també s'hi acollien els fidels amb problemes (purament) auditius. Sant Ponc, com les altres esglésies de Queixàs, forma part de la "comunitat de parròquies dels Aspres".